# 2018年冬季残疾人奥林匹克运动会加拿大代表团
2018年冬季残疾人奥林匹克运动会加拿大代表团是加拿大派出的2018年冬季残疾人奥林匹克运动会代表团。获得8枚金牌、4枚银牌和16枚铜牌。